# Tezosentan
Tezosentan je neselektivni  u  receptorski antagonist. On deluje kao vazodilatator i bio je dizajniran za terapiju pacijenata sa akutnom srčanom insuficijencijom. Nedavne studije su međutim pokazale da tezosentan ne poboljšava dispneju niti redukuje rizik od kardiovakularnih problema.

## Spoljašnje veze
|  | Molimo Vas, obratite pažnju na važno upozorenje u vezi sa temama iz oblasti medicine (zdravlja). |